# Secusigiu
Secusigiu è un comune della Romania di 6 191 abitanti, ubicato nel distretto di Arad, nella regione storica del Banato.
Il comune è formato dall'unione di 4 villaggi: Munar, Satu Mare, Sânpetru German, Secusigiu.